# Nowe Objezierze
Nowe Objezierze [ˈnɔvɛ ɔbjɛˈʑɛʐɛ] (tiếng Đức: Groß Wubiser) là một ngôi làng thuộc khu hành chính của Gmina Moryń, thuộc quận Gryfino, West Pomeranian Voivodeship, ở phía tây bắc Ba Lan. Nó nằm khoảng 5 kilômét (3 mi)   phía tây Moryń, 45 km (28 mi) phía nam Gryfino và 64 km (40 mi) phía nam thủ đô khu vực Szczecin.